# Anna Gavalda

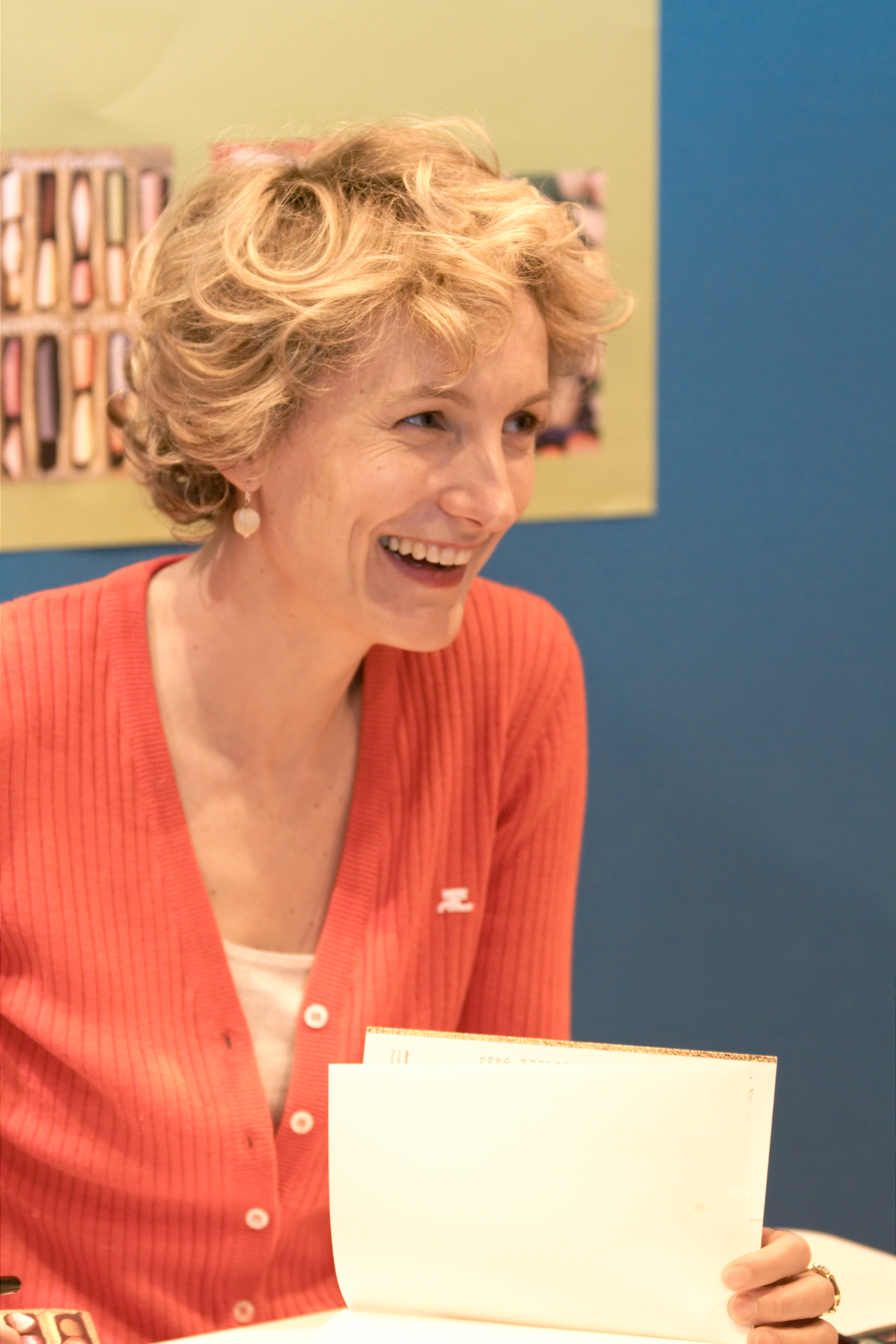
Anna Gavalda.

Anna Gavalda, född 9 december 1970 i Boulogne-Billancourt, Hauts-de-Seine, Frankrike, är en fransk författare. Hon är utbildad lärare i franska. 
Gavalda har nått stora framgångar och vunnit flera priser för sina böcker. Mest känd är romanen Tillsammans är man mindre ensam (Ensemble, c'est tout) som filmatiserades 2007 av Claude Berri, med bland annat Audrey Tautou i en av rollerna.